# Terua (gênero)
Terua é um género de legume da família Leguminosae.
Este género contém as seguintes espécies:
- Terua vallicola